# The Unexpected Bath (film, 1903)
Pour les articles homonymes, voir The Unexpected Bath.
The Unexpected Bath est un film muet britannique en noir et blanc réalisé par Cecil Hepworth, sorti en 1903.